# V772 Геркулеса
V772 Геркулеса (лат. V772 Herculis)), HD 165590 — кратная звезда в созвездии Геркулеса на расстоянии приблизительно 106 световых лет (около 32,6 парсек) от Солнца. Возраст звезды определён как в среднем около 10,75 млрд лет.
Открыта Кристофером Морби в 1977 году*.
Пара первого и второго компонентов — двойная затменная переменная звезда (E) в созвездии Геркулеса на расстоянии приблизительно 20398 световых лет (около 6254 парсек) от Солнца. Видимая звёздная величина звезды — от +7m до +6,9m. Орбитальный период — около 0,8795 суток (21,108 часа).

## Характеристики
Первый компонент (HD 165590Aa) — жёлтый карлик спектрального класса G2V, или G0V, или G0. Масса — около 0,99 солнечной, радиус — около 1,334 солнечного, светимость — около 1,335 солнечной. Эффективная температура — около 5638 K.
Второй компонент (HD 165590Ab) — жёлтый карлик спектрального класса G8V. Масса — около 0,83 солнечной.
Третий компонент — красный карлик спектрального класса M. Масса — около 163,14 юпитерианской (0,1557 солнечной). Удалён в среднем на 1,513 а.е..
Четвёртый компонент (HD 165590B) — жёлтый карлик спектрального класса G5V. Видимая звёздная величина звезды — от +8,82m. Масса — около 1,04 солнечной. Орбитальный период — около 7334,7 суток (20,081 года). Удалён на 0,3 угловой секунды (в среднем 9,55 а.е.*).
Пятый компонент (V885 Геркулеса A) — оранжевый карлик, вращающаяся переменная звезда типа BY Дракона (BY) спектрального класса K7V. Видимая звёздная величина звезды — от +10,68m до +10,62m. Масса — около 0,6 солнечной, радиус — около 0,9 солнечного, светимость — около 0,21 солнечной. Эффективная температура — около 4115 K. Удалён на 28,2 угловой секунды (в среднем 1200 а.е.*).
Шестой компонент (V885 Геркулеса B) — красный карлик спектрального класса M0V. Масса — около 0,47 солнечной. Орбитальный период вокруг пятого компонента — около 25,763 суток.
Седьмой компонент (VVO 416) — жёлто-белая звезда спектрального класса F7V. Видимая звёздная величина звезды — +10,48m. Радиус — около 1,55 солнечного, светимость — около 2,545 солнечной. Эффективная температура — около 6030 K. Удалён на 39,5 угловой секунды.
Восьмой компонент (VVO 417) — жёлтая звезда спектрального класса G. Видимая звёздная величина звезды — +10,25m. Радиус — около 2,07 солнечного, светимость — около 4,426 солнечной. Эффективная температура — около 5823 K. Удалён на 66,5 угловой секунды.
Девятый компонент (VVO 414) — жёлто-белая звезда спектрального класса F. Видимая звёздная величина звезды — +11,49m. Радиус — около 1,63 солнечного, светимость — около 6,006 солнечной. Эффективная температура — около 7083 K. Удалён на 111,6 угловой секунды.
Десятый компонент (HD 165569) — жёлто-белая звезда спектрального класса F0. Видимая звёздная величина звезды — +7,64m. Масса — около 2,235 солнечной, радиус — около 3,282 солнечного, светимость — около 28,543 солнечной. Эффективная температура — около 7447 K. Удалён на 132,5 угловой секунды.
Одиннадцатый компонент (WDS J18058+2127H). Видимая звёздная величина звезды — +14,3m. Удалён на 2,6 угловой секунды.
Двенадцатый компонент (WDS J18058+2127I). Видимая звёздная величина звезды — +18,8m. Удалён на 6,5 угловой секунды.
Тринадцатый компонент (WDS J18058+2127J). Видимая звёздная величина звезды — +16,4m. Удалён на 13,1 угловой секунды.

## Планетная система
В 2019 году учёными, анализирующими данные проектов HIPPARCOS и Gaia, у звезды обнаружена планета.